# Hiberus Fossa
L'Hiberus Fossa è una struttura geologica della superficie di 21 Lutetia.